# 유럽의 환자

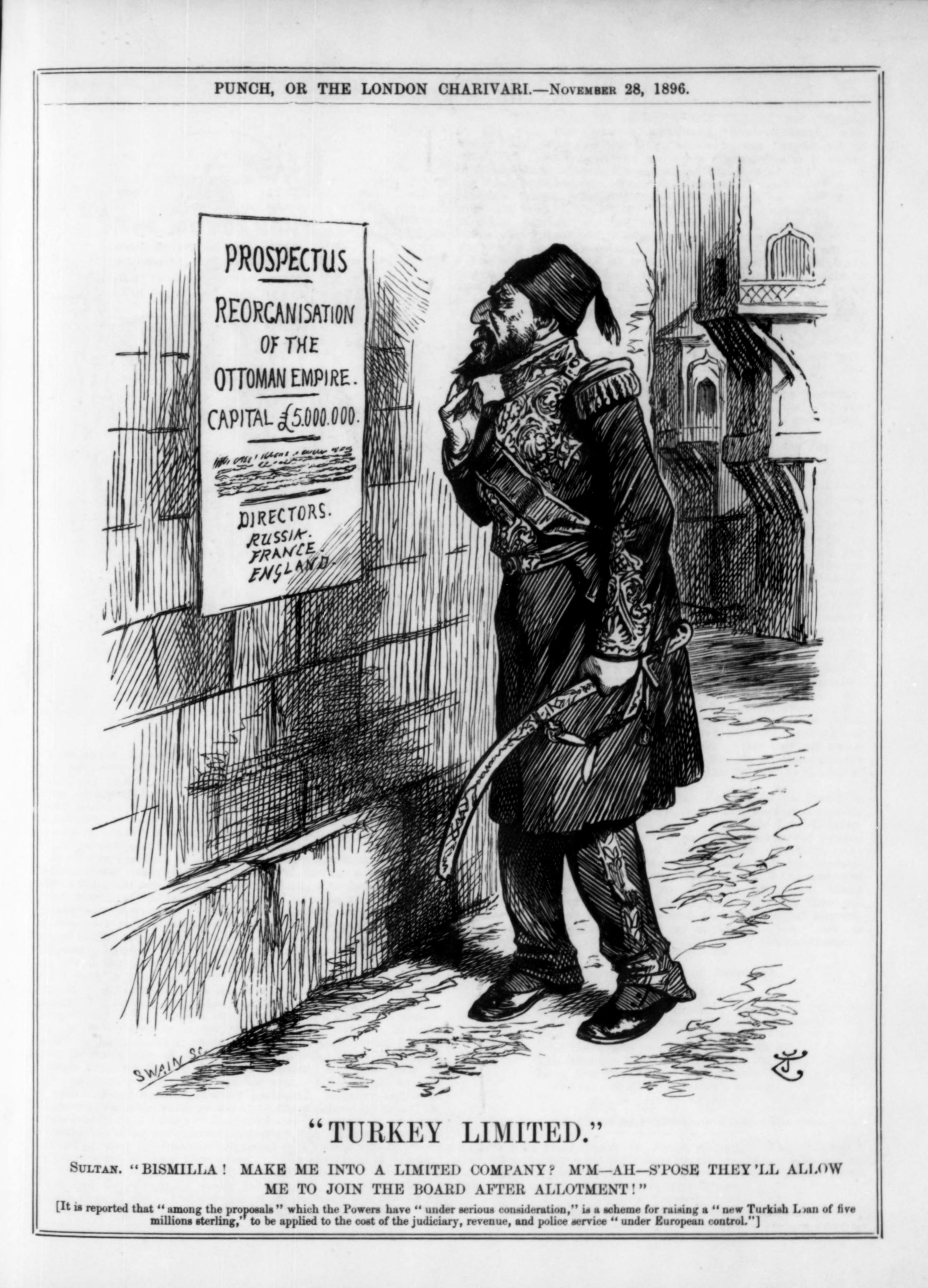
1896년 6월 6일자 《펀치》에 실린 캐리커처 풍자화. 오스만 제국의 파산을 알리는 포스터 앞에 술탄 압뒬하미트 2세가 서 있다. 포스터에는 오스만 제국의 부채가 500만 파운드라는 글과 함께 러시아, 영국, 프랑스가 채권국이라고 명시되어 있다.

유럽의 환자 혹은 유럽의 병자(영어: Sick Man of Europe), 또는 구주병부(歐洲病夫)는 영국과 프랑스 등 열강들 간의 영토 분쟁 와중에서 쇠퇴 과정을 밟아갔던 19세기부터 20세기까지의 오스만 제국을 지칭 또는 조롱하는 말이다. 하지만 오늘날에는 유럽에서 경제적인 쇠퇴나 사회 불안, 또는 빈곤화 현상이 일어나고 있는 국가들을 통칭하는 말로써 범용되고 있다.
19세기 중반, 러시아 제국의 차르 니콜라이 1세가 자국에게 무너지는 오스만 제국을 보며 "병자"라고 말한 것이 유래이다. 이미 오래전부터 동방문제라는 이름으로 진행되고 있었던 오스만의 쇠퇴는, 유럽에서의 힘의 균형적인 측면에서 본다면 다소 명약관화한 것이었다. 마침내 오스만 제국은 20세기 초 제1차 세계대전에서의 패전과 함께 해체되었다.
1960년대부터 1980년대에 걸쳐 대영제국이 전세계에 걸쳐있던 식민지들을 상실하고 초강대국으로서의 지위를 잃어버렸을 때에, "유럽의 환자"라는 용어는 다시 쓰이기 시작했다. 당시의 영국은 하이퍼인플레이션과 산업 불안정성으로 인해 IMF에 구제를 요청해야 할 지경까지 이르렀었다. 그리고 2010년대에 브렉시트를 단행한 이래로, 영국에서는 생활비 위기와 산업 분야에서의 분쟁 및 파업이 빈발하고 있다.
2024년 현재, 독일은 코로나 19 범유행을 겪으면서 지속적으로 경제가 침체되었으며, 엎친 데 덮친 격으로 노르트스트림 가스관이 폭발하면서 에너지 값이 천정부지로 치솟았다. 이로 인해 독일은 G7 중 범유행 이전에 비해 GDP 성장률이 가장 낮은 나라가 되었고, 영국 다음으로 "유럽의 환자"라는 명칭으로 불리게 되었다.

## 어원
19세기 후반 열강과의 전쟁에 계속 패해 쪼그라든 오스만 제국을 러시아 황제 니콜라이 1세가 "유럽의 병자"라고 부른 데서 유래했다.

## 오늘날의 사용
1960년대부터 1970년대 사이에 "영국병"에 걸린 영국을 유럽의 환자라고 칭했고‘프랑코 시대’의 스페인과 포르투갈을 유럽의 병자라고 칭했고 1990년대 초반 고용 없는 성장에 빠지고 경직된 노동 시장 탓에 독일을 유럽의 환자라 지칭했으며 프랑스의 실업률과 경제 성장률, 경상 수지 등이 날로 악화됨에 따라 프랑스를 유럽의 환자라 지칭하기도 한다. 2005년 5월에는 이코노미스트가 이탈리아를 ‘유럽의 진정한 병자’라고 지칭했다.

## 국가적 이미지
19세기의 유럽의 병자 이미지는 터키인들에게 국가적 열등감을 갖게 했을 뿐만 아니라 터키가 지독하게 가난하며 지식면에서도 빈약하다는 편견을 심게 하였다는 의견이 있다.

## 같이 보기
- PIGS
- 아시아의 환자(동아병부/東亞病夫)